# هجوم جامعة الخليل عام 1983
كان هجوم جامعة الخليل عام 1983 عملية إطلاق نار نفذتها منظمة يهودية سرية في جامعة الخليل، فلسطين، في 26 يوليو 1983 بعد مقتل طالب يشيفا على يد مهاجمين فلسطينيين. قُتل ثلاثة طلاب فلسطينيين وأصيب أكثر من ثلاثين آخرين.

## الخلفية
لقد احتلت إسرائيل الضفة الغربية الفلسطينية منذ حرب 1967 عام 1967. خلال فترة الاحتلال، قام عدد من الإسرائيليين ببناء مستوطنات غير قانونية في الضفة الغربية. لقد كانت مدينة الخليل في الضفة الغربية بمثابة نقطة اشتعال خاصة للصراع.
في 7 يوليو/تموز 1983، تعرض أهارون جروس، وهو طالب في مدرسة دينية يبلغ من العمر 18 عامًا، للطعن والقتل على يد ثلاثة فلسطينيين في أحد أسواق الخليل. ردًا على الهجوم، أمر الجنرال الإسرائيلي أوري أور بإقالة رئيس بلدية الخليل مصطفى النتشة وكذلك المجلس البلدي المنتخب لمدينة الخليل من منصبيهما، متهمًا إياهما بتشجيع "سلسلة من الأعمال الإرهابية العدائية وانتهاكات النظام العام"، واستبدالهما بمسؤول معين من قبل إسرائيل. وفي الأيام التالية، قامت مجموعة من المستوطنين الإسرائيليين بإحراق السوق انتقامًا.

## الأحداث

### إطلاق النار
في حوالي ظهر يوم 26 يوليو/تموز 1983، قفز شخصان على الأقل من سيارة ودخلا جامعة الخليل، وكانا يرتديان الكوفية ويحملان بنادق كلاشينكوف. ألقوا قنبلة يدوية على مبنى الجامعة وفتحوا النار عشوائيا على الطلاب المتجمعين في ساحة الجامعة لتناول طعام الغداء، قبل أن يلوذوا بالفرار. قُتل ثلاثة من الطلاب وأصيب أكثر من ثلاثين آخرين. تم التعرف على القتلى الثلاثة وهم سعد الدين حسن صبري، وجمال سعد الدين نايل، وسمير فاتح داود. وتم علاج المصابين في مستشفى الأميرة عالية الحكومي في الخليل.

### التحقيق
وتعهد المسؤولون الإسرائيليون بعد الهجوم مباشرة بفتح تحقيق شامل. غير أن الجنرال الإسرائيلي أوري أور صرح قائلاً: "نحن لا نعرف من نبحث عنه"، وذكر أن الجيش لم ير رابطاً مباشراً بين الهجوم ومقتل أهارون جروس، على الرغم من ادعاءات بعض الفلسطينيين بأن الهجوم جاء انتقاماً.
صرح مسؤولون إسرائيليون في البداية أن الهجوم ربما كان نتيجة للعنف السياسي الداخلي الفلسطيني، وخاصة القتال بين منظمة التحرير الفلسطينية والجماعات الإسلامية. في أكتوبر 1983، صرّح وزير الدفاع الإسرائيلي موشيه أرينز بأنه لا يمكن استبعاد وجود جماعة إرهابية يهودية، وأنه "بما أنني لم أعثر على المجرمين حتى الآن، فأنا لست مستعدًا لإخباركم بأنهم عرب وأنه من غير الممكن أن يكونوا يهودًا". وفي الشهر السابق، اتهمه شقيقه، أستاذ القانون الدولي بجامعة بريدجبورت ‏، ريتشارد أرينز، بالفشل في التحقيق في الهجوم.

### المحاكمة
في يونيو 1984، بدأت محاكمة أعضاء المنظمة اليهودية السرية. في يوليو/تموز 1985، تمت إدانة ثلاثة أشخاص بتهمة الهجوم على جامعة الخليل، وهم مناحيم ليفني، وعوزي شرباف، وشاؤول نير. وحُكم على الثلاثة بالسجن مدى الحياة ‏. عند حديثها إلى الصحفيين بعد صدور الحكم، زعمت ليفني أن "ظلمًا قد وقع"، متسائلة: "كيف يمكن لحكومة أن تتخلى عن مواطنيها وحياتهم بينما تُنزل عقوبات جنائية بالمتهمين؟" صرّح نير قائلاً: "لا يوجد سوى سيد واحد للكون، وهو الذي يعرف كيف يُدبّر الأمور".
كان شرباف صهر شخصية حركة الاستيطان غوش إيمونيم موشيه ليفينغر.

## ردود الفعل

### في فلسطين
واندلعت عدة احتجاجات وإضرابات في أنحاء الضفة الغربية ردا على إطلاق النار. وفي عصر يوم الهجوم، قُتل فلسطيني وأصيب آخر عندما حاولت القوات الإسرائيلية تفريق مظاهرة. في 27 يوليو/تموز، أصيب ما لا يقل عن أربعة طلاب جامعة بيرزيت بجروح خلال اشتباكات مع القوات العسكرية الإسرائيلية خلال مظاهرة. ردًا على الاحتجاجات، فرض الجيش الإسرائيلي حظر التجول على الخليل ونشر عدة آلاف من الجنود في المنطقة. ردّ رئيس بلدية الخليل المقال، مصطفى النتشة، على حظر التجوال قائلاً: "إذا كان الضحية إسرائيليًا، يُفرض حظر تجول على العرب. وإذا كان الضحية عربيًا، يُفرض حظر تجول على العرب أيضًا"، وأن "المستوطنين يستطيعون فعل أي شيء دون خوف من العقاب".
في الأول من أغسطس/آب، رفع الجيش الإسرائيلي حظر التجول المفروض على مدينة الخليل. وفي اليوم نفسه، بدأت المحاكم العسكرية الإسرائيلية إجراءاتها القضائية ضد 26 طالبًا من جامعة بيرزيت تم اعتقالهم خلال الاحتجاجات. وفي اليوم التالي، حُكم على اثنين من الطلاب بالسجن لمدة تسعة أشهر لكل منهما بسبب مشاركتهما في الاحتجاجات.

### في إسرائيل
ووصف رئيس الوزراء الإسرائيلي مناحيم بيجين الهجوم بأنه "عمل حقير"، في حين وصفه نائب وزير الخارجية يهودا بن مائير بأنه "عمل شنيع وفظيع ارتكبه أشخاص أشرار".
كانت محاكمة المنظمة اليهودية السرية مثيرة للجدل في إسرائيل، حيث أشاد القوميون الإسرائيليون بالمتهمين باعتبارهم أبطالاً. صرح وزير الخارجية إسحاق شامير أنه يرغب في العفو عنهم، بينما صرح رئيس حزب الليكود حاييم كوفمان أنه سيقدم مشروع قانون إلى الكنيست لإطلاق سراحهم.
نشر مدير جهاز الأمن الداخلي الإسرائيلي السابق أبراهام أهيتوف مقالاً في صحيفة دافار رداً على الهجوم، وصف فيه المستوطنات الإسرائيلية بأنها "حاضنة نفسية لنمو الإرهاب اليهودي"، وذكر أن المستوطنين العنيفين شعروا وكأنهم حصلوا على دعم الحكومة. وردًا على ذلك، وصفت حركة غوش إيمونيم المقال بأنه "خطر على أمن الأمة". ورفض رئيس الأركان العامة الإسرائيلي موشيه ليفي الدعوات إلى نزع سلاح المستوطنين، مؤكدًا أن المستوطنين يحتاجون إلى أسلحة للدفاع عن أنفسهم.
وفي 29 يوليو/تموز، نظمت عدد من البلدات العربية في إسرائيل إضرابا لمدة ساعتين احتجاجا على عمليات إطلاق النار.

### دوليا
صرح المتحدث باسم وزارة الخارجية الأمريكية جون هيوز بأن الولايات المتحدة "تدين هذا العمل الإجرامي وتدين الإرهاب من كل حدب وصوب" وحث "الجميع في المنطقة على الهدوء والامتناع عن المزيد من أعمال العنف". ووصف الممثل الدائم لليونان لدى الأمم المتحدة ‏ ميخاليس دونداس الهجوم بأنه "عمل عنيف جبان" ودعا الحكومة الإسرائيلية إلى "ضمان عدم تكرار مثل هذه الأعمال الإجرامية ضد السكان العرب المحليين في المستقبل".
ردًا على الهجوم، عقد مجلس الأمن التابع للأمم المتحدة مناقشة حول الوضع في الضفة الغربية. لقد فشل مشروع قرار يدعو الدول "إلى عدم تزويد إسرائيل بأي مساعدة يمكن استخدامها على وجه التحديد فيما يتصل بالمستوطنات في الأراضي المحتلة" في اجتياز مجلس الأمن، حيث صوت 13 عضواً لصالح القرار، وامتنعت زائير عن التصويت، واستخدمت الولايات المتحدة حق النقض (الفيتو). صرح الممثل الأمريكي في مجلس الأمن، تشارلز ليخنشتاين ‏، بأن النقاش حول قانونية المستوطنات الإسرائيلية "عقيم" وأنه "ليس من العملي أو حتى المناسب الدعوة إلى تفكيك المستوطنات القائمة". وجادل الممثل الدائم لإسرائيل لدى الأمم المتحدة، يهودا تسفي بلوم، بأن إسرائيل "لا تستطيع الحصول على صفقة عادلة في مجلس الأمن"، وأن "لليهود الحق في العيش في يهودا والسامرة. نحن لا نعتبر أنفسنا غرباء في أي جزء من أرض إسرائيل".

## الآثار
في مارس 1987، خفف رئيس إسرائيل حاييم هيرتزوج الأحكام الصادرة على الثلاثة المدانين بالهجوم إلى السجن لمدة 24 عامًا. وفي مايو/أيار 1988، وفي إطار احتفالات إسرائيل بالذكرى الأربعين لاستقلالها، وقع هرتسوغ على أمر تنفيذي يقضي بتخفيض الأحكام إلى 15 عاماً. وكان وزير العدل الإسرائيلي أبراهام شارير قد أوصى بالعفو الكامل. وفي يونيو/حزيران 1989، خفف هيرتزوج الأحكام مرة أخرى إلى عشر سنوات. في ديسمبر 1990، تم إطلاق سراح الثلاثة من السجن. بعد إطلاق سراحه، ادعى مناحيم ليفني أنه "مواطن بريء قام بواجباته في ظل ظروف قاسية والأسوأ من ذلك كله أنه تم اعتقاله وتحويله إلى ضحية في السجن".
وبعد إطلاق سراحه، أصبحت ليفني مزارعة للكرز والعنب في قطعة أرض مملوكة بشكل غير قانوني في كريات أربع في الضفة الغربية. بين عامي 2010 و2012، شغل منصب رئيس جمعية تجديد المجتمع اليهودي في الخليل. في عام 2013، حصل على 1،327،123 شيكل إسرائيلي جديد من قبل نظام العدالة الإسرائيلي عن الأضرار الناجمة عن التخريب الفلسطيني للأرض.
كما واصل عوزي شرباف نشاطه المؤيد للاستيطان. في عام 2012، ألقى خطابًا في مؤتمرٍ دعا إلى ضم إسرائيل للضفة الغربية، وحضره عددٌ من أعضاء الكنيست، قائلاً: "هذه ليست أرضًا عربية، بل أرض الله المقدسة". وفي عام 2024، تحدث في مؤتمرٍ إسرائيليٍّ بعنوان "مؤتمر انتصار إسرائيل – الاستيطان يجلب الأمن"، داعيًا إلى الاستيطان الإسرائيلي في قطاع غزة وحضره وزراءٌ في الحكومة الإسرائيلية.
في ديسمبر 2015، أصيب شاؤول نير وزوجته في إطلاق نار أثناء قيادتهما على الطريق السريع 55 ‏ بالقرب من مستوطنة أفني حيفتس الإسرائيلية.